# Иверс, Петер
Петер Иверс (швед. Peter Iwers; род. 15 мая 1975, Гётеборг) — шведский музыкант, бывший бас-гитарист группы In Flames. Петер пришёл в группу в 1997 году вместе с Даниэлем Свенссоном, заменив Йохана Ларссона, и проиграл в группе до 2016 года.
На его стиль игры на бас-гитаре повлияли басист Майк Порсаро из Toto, Гедди Ли из Rush и Джон Маянг из Dream Theater.
До прихода в In Flames Иверс играл в группе под названием Chameleon.
У него две дочери и один сын.
Его брат Андерс также является басистом и играет в Tiamat, Avatarium и Dark Tranquility.

## Дискография
- Colony (1999)
- Clayman (2000)
- Reroute to Remain (2002)
- Soundtrack to Your Escape (2004)[3]
- Come Clarity (2006)
- A Sense of Purpose (2008)
- Sounds of a Playground Fading (2011)
- Siren Charms (2014)
- Battles (2016)